# Музей культуры филистимлян
Музей культуры филистимлян имени Коринны Маман (ивр. המוזיאון לתרבות הפלשתים ע"ש קורין ממן‎) — археологический музей в Ашдоде (Израиль). Посвящён культуре филистимлян, древнего народа, населявшего приморскую часть Израиля начиная с XII века до н. э. Единственный в мире музей, полностью посвящённый этой теме.
В музее имеется постоянная экспозиция, демонстрирующая археологические находки, а также проходят временные выставки. Для посетителей проводятся культурно-развлекательные мероприятия; в частности, они могут примерить на себя одежду, подобную той, что носили древние филистимляне, и попробовать блюда их кухни.
Музей культуры филистимлян — первый музей Ашдода, открылся в 1990 году.

## Галерея

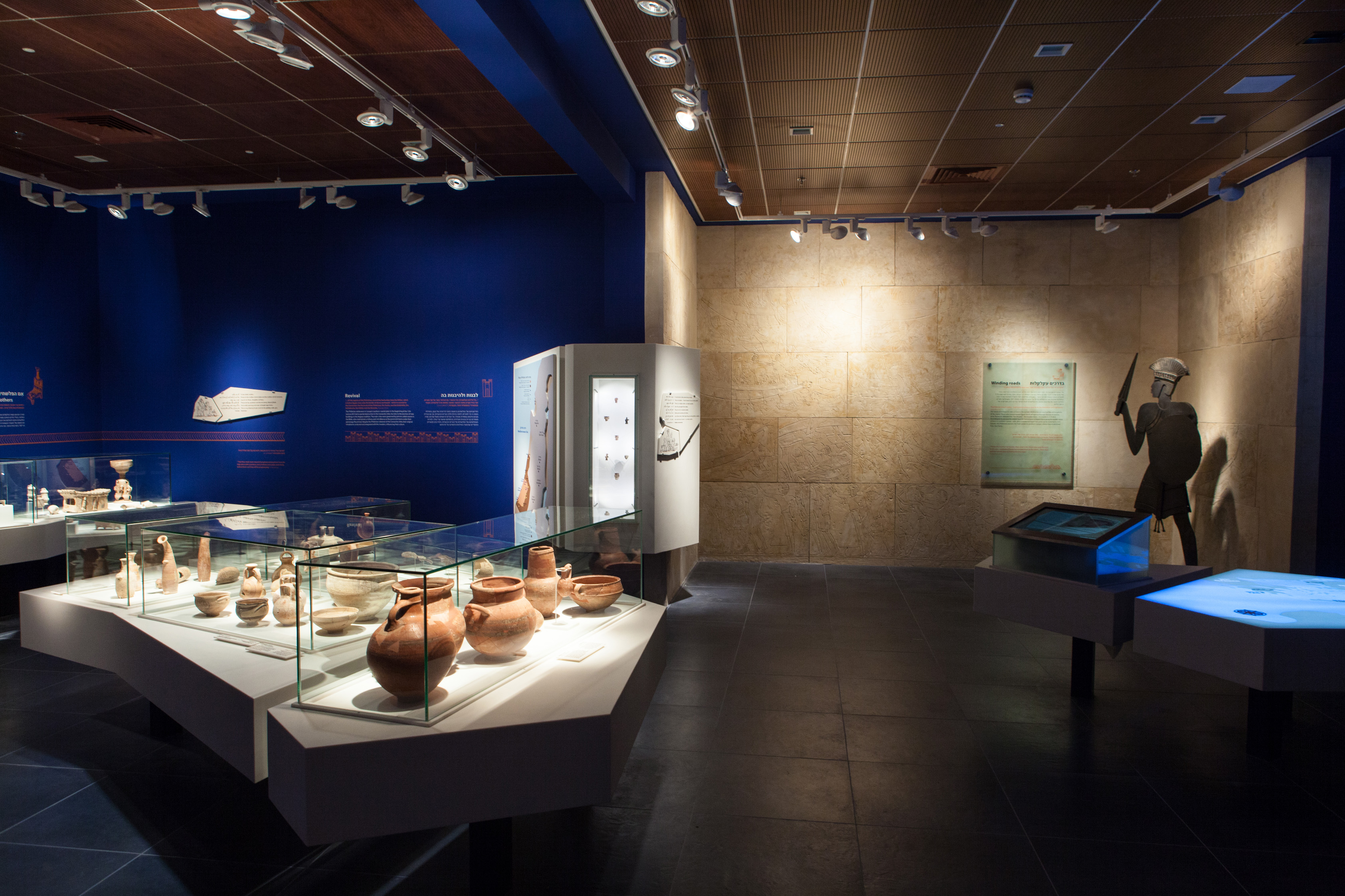
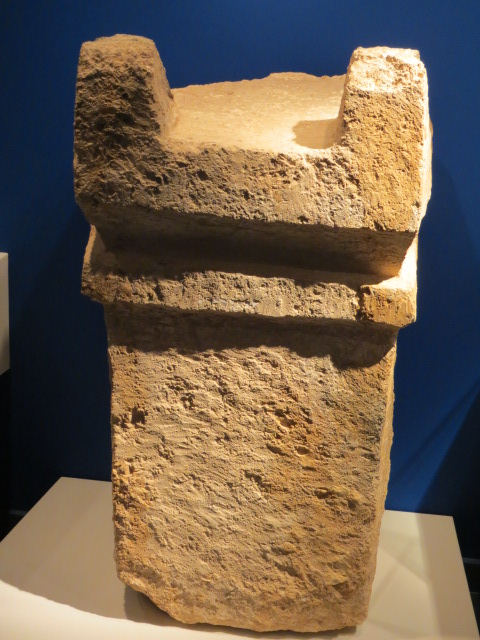
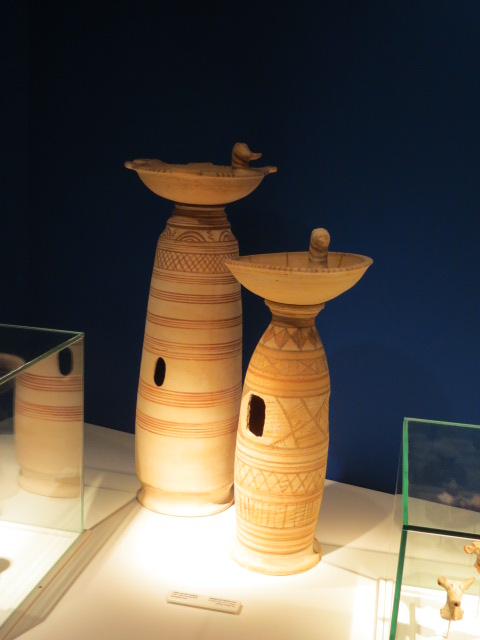
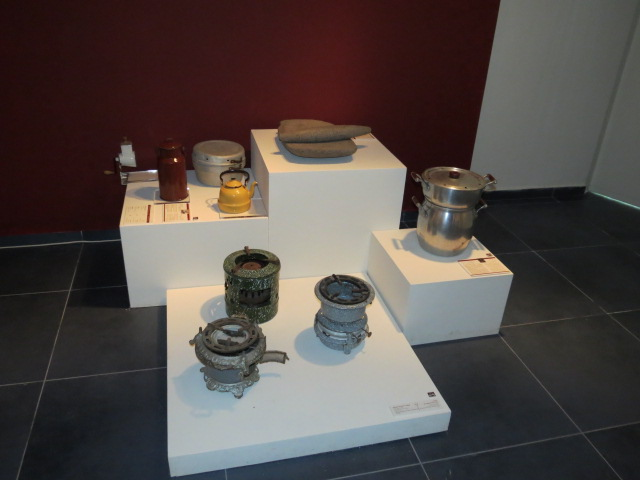